# Fenghuang
El fenghuang  (en chino tradicional, 鳳凰; en chino simplificado, 凤凰; pinyin, Fèng·Huáng (escuchar)ⓘ) también conocido como el fénix chino, es un ave mitológica china que reina sobre las demás aves. 
Los machos son llamados Feng, mientras que las hembras son denominadas Huang. En la actualidad ya no se hace esa dicotomía de géneros y los dos se engloban en un único género femenino (yin) que puede ser aparejado con el dragón chino, que se considera macho (yang).

## Forma
Se suele representar con las alas extendidas y atacando serpientes con las garras. Se dice que el fenghuang tiene el pico de un gallo, la cara de una golondrina, la frente de un ave de corral, el cuello de una serpiente, la pechuga de una oca, el dorso de una tortuga, los cuartos de un ciervo, la cola de un pez. Hoy en día, sin embargo, a menudo se describe como una combinación de muchas aves, incluida la cabeza de un faisán dorado, el cuerpo de un pato mandarín, la cola de un pavo real, las patas de una grulla, el pico de un loro y las alas. de una golondrina. Su cuerpo simboliza a los seis cuerpos celestes. La cabeza es el cielo; los ojos, el sol; el lomo, la luna; las alas, el viento; las patas, la tierra y la cola, los planetas. Sus plumas contienen los 5 colores elementales: negro, blanco, rojo, verde y amarillo.

## Origen
El fenghuang o el fénix chino, no tiene conexión con el fénix occidental. Las imágenes del fénix han aparecido en China por más de 7000 años, generalmente en jade y originalmente en forma de tótems de buena suerte. Es un tótem de tribus orientales de la antigua China. Teorías modernas sugieren que podría ser la representación de una gran ave prehistórica, similar a una avestruz, que era común en la China prehistórica.
En el período Han (hace 2200 años) el fénix se usaba para indicar el sur, representando un fénix macho y hembra mirándose cara a cara. También era usado para simbolizar a la Emperatriz como pareja de un dragón que representaba al Emperador. Esto puede representar la unión entre las tribus orientales y occidentales de la antigua China. El fénix representaba el poder enviado de los cielos a la Emperatriz. Si se representaba un fénix en una casa, simbolizaba la lealtad y honestidad de la gente que la moraba. O alternativamente, el fénix solo está presente cuando en el gobierno no hay oscuridad ni corrupción.

## Significado
El fenghuang tiene connotaciones muy positivas. Es símbolo de virtud y gracia. Simboliza la unión del yin y el yang. Aparece en tiempos prósperos de paz pero se oculta cuando se avecinan problemas. 
En la antigua China, se solía encontrar en la decoración de bodas o eventos reales, junto con el dragón. Siguiendo la metáfora del yin y el yang, el fénix simbolizaría la buena comunión entre los consortes.